# Георгадзе, Нестор Асалович
Нестор Асалович Георгадзе (груз. ნესტორ გიორგაძე) — советский хозяйственный, государственный и политический деятель. Управляющий трестом № 1 «Закавказметаллургстрой» Министерства строительства Грузинской ССР, гор. Тбилиси. Герой Социалистического Труда.

## Биография
Родился в 1901 году в селе Гутури (ныне Грузия). Член ВКП(б).
С 1920 года — на хозяйственной, общественной и политической работе. В 1920—1956 годы — заведующий агитпропотдела в Сталинском и Ленинском райкомах города Тбилиси, директор Ширакского совхоза, директор совхоза в селе Лаитури, первый секретарь Махарадзевского райкома КП Грузии, Народный комиссар мясо-молочной промышленности Грузинской ССР, Народный комиссар торговли Грузинской ССР, начальник треста «Закметаллургстрой», заместитель министра строительства Грузинской ССР,
Избирался депутатом ВС Грузинской ССР 2 — 5 созывов.
Умер в Тбилиси в 1983 году.

## Признание
- Сталинская премия третьей степени (1951) — за разработку и внедрение нового метода изготовления железобетонных напряжённо-армированных труб больших диаметров.
- Указом Президиума Верховного Совета СССР от 9 августа 1958 года за «выдающиеся успехи, достигнутые в строительстве и промышленности строительных материалов» присвоено звание Героя Социалистического Труда с вручением ордена Ленина и золотой медали «Серп и Молот».
- ордена и медали